# Hexatoma (Eriocera) captiosa
Hexatoma (Eriocera) captiosa is een tweevleugelige uit de familie steltmuggen (Limoniidae). De soort komt voor in het Neotropisch gebied.